# Mompha latris
Mompha latris é uma espécie de mariposa do gênero Mompha pertencente à família Coleophoridae.